# 現実凸撃ヒエラルキー
「現実凸撃ヒエラルキー」（げんじつとつげきヒエラルキー）は、テレビアニメ『蜘蛛ですが、なにか?』の第2期EDテーマで、「がんばれ!蜘蛛子さんのテーマ」に次ぐ3作目の「私」（演：悠木碧）のシングル。

## シングル収録内容
1. 現実凸撃ヒエラルキー
2. On My Own
3. 現実凸撃ヒエラルキー (instrumental)
4. On My Own (instrumental)